# Jan Falkowski (geograf)
Jan Falkowski (ur. 27 kwietnia 1938 w Targowisku Dolnym) – polski geograf, specjalizujący się w geografii ekonomicznej i gospodarce przestrzennej
W 1956 roku ukończył liceum w Lubawie, rok później podjął studia geograficzne na Uniwersytecie Mikołaja Kopernika w Toruniu. Ukończył je w 1962 roku, tematem jego pracy magisterskiej, wykonywanej pod kierownictwem Rajmunda Galona była Morfologia doliny Osy. W 1969 roku podjął pracę na UMK, w 1973 uzyskał stopień doktora nauk geograficznych, a w 1981 doktora habilitowanego. 
27 grudnia 1993 uzyskał tytuł profesora nauk o Ziemi, a w 1998 tytuł profesora zwyczajnego.
Dwukrotnie (w latach 1982-1987 i 1996-1997) pełnił funkcję zastępcy dyrektora Instytutu Geografii UMK, a w latach 1997-2002 dyrektora Instytutu Geografii UMK. Od 1988 piastuje stanowisko kierownika Zakładu Gospodarki Przestrzennej i Planowania Strategicznego Instytutu Geografii. 

## Wybrane publikacje
- Wpływ urbanizacji i uprzemysłowienia na przemiany w strukturze przestrzennej rolnictwa: (na przykładzie aglomeracji dolnej Wisły) (1981, rozprawa habilitacyjna)
- Od Hamburga do Alp (1992, ISBN 83-02-04352-4)
- Krajobrazy wiejskie: (klasyfikacja i kształtowanie) (1993, współautorstwo, ISBN 83-85261-74-5)
- Geografia społeczno-gospodarcza świata (1997, współautorstwo, ISBN 83-86781-44-0)
- Geografia społeczno-gospodarcza świata dla szkół ponadpodstawowych  (2001, współautorstwo, ISBN 83-86781-44-0)
- Geografia rolnictwa świata (2001, wspólnie z Jerzym Kostrowickim, ISBN 83-01-13580-8)
- Ziemia Lubawska: przyroda, historia, osadnictwo, społeczeństwo, gospodarka (2006, ISBN 83-231-1919-8)